# Кузьмінська Гелена Станіславівна
Геле́на Станісла́вівна Кузьмі́нська (1912  — невідомо ) — український державний діяч. Депутат Верховної Ради УРСР першого скликання (1940–1947).

## Біографія
Народилася 1912 року в родині робітника. З чотирнадцятирічного віку навчалася у кравецькій майстерні Вішикової у Львові.
З 1927 року працювала робітницею картонажного цеху Львівської фабрики «Бранка». За революційний виступ на мітингу-протесту два місяці перебувала у польській в'язниці. У 1934 році була звільнена із фабрики «Бранка» за участь у страйку. Була безробітною, деякий час працювала на підприємствах міста Львова під чужим прізвищем, за що була ув'язнена.
З осені 1939 року повернулася на Львівську кондитерську фабрику. У жовтні 1939 року обиралася депутатом Народних зборів Західної України.
Станом на 1940 рік — заступник директора Львівської кондитерської фабрики імені Кірова.
24 березня 1940 року було обрано депутатом Верховної Ради УРСР першого скликання по Залізничному виборчому округу № 344 міста Львова.
З 1941 року — в евакуації в Уфі, в 1944 році повернулася до Львова. Станом на 1945 рік займала довоєнну посаду.